# Едогонское муниципальное образование
Едогонское муниципальное образование — сельское поселение в Тулунском районе Иркутской области России. Административный центр — село Едогон.

## Демография
| 2010  | 2011  | 2012  | 2013  | 2014  | 2015  | 2016  |
| ----- | ----- | ----- | ----- | ----- | ----- | ----- |
| 1088  | ↘1084 | ↘1066 | ↘1054 | ↗1057 | ↗1063 | ↘1052 |
| 2017  |       |       |       |       |       |       |
| ↘1043 |       |       |       |       |       |       |

По результатам Всероссийской переписи населения 2010 года
численность населения муниципального образования составила 1088 человек, в том числе 558 мужчин и 530 женщин.

## Населённые пункты
В состав муниципального образования входят населённые пункты:
- Едогон
- Изегол
- Талхан